# Edoardo Cecere
Il Tenente Colonnello Edoardo Cecere (Firenze, 20 dicembre 1896 – Forlì, 5 settembre 1944) è stato un militare e partigiano italiano.
Il Colonnello Cecere era comandante del deposito dell'11º Reggimento fanteria "Casale" a Forlì quando sopraggiunse la notizia dell'Armistizio l'8 settembre 1943. Rifiutandosi di prestare servizio per la RSI, si diede alla macchia, raggiungendo sulle montagne forlivesi il primo nucleo partigiano in formazione (il Gruppo Salvatore).

Alla successiva costituzione della Brigata Garibaldi Romagnola, tra novembre e dicembre del 1943, Cecere fu nominato  consigliere militare da Libero, comandante della Brigata.

La sua esperienza -per la verità messa in dubbio dal successore di Libero al comando della Brigata, Pietro Mauri- secondo alcune fonti si rivelò particolarmente utile per effettuare gli sganciamenti durante i vari rastrellamenti tedeschi che colpirono la formazione.

A fine marzo del 1944 fu rimosso dall'incarico direttivo dal nuovo comandante del Gruppo Brigate Romagna e durante il pesantissimo rastrellamento tedesco dell'aprile 1944 (che sbandò la formazione), riuscì tuttavia a sganciarsi, arrivando in pianura, dove si mise a disposizione del CLN di Forlì.

Durante il bombardamento aereo che colpì la città il 19 maggio 1944, suo figlio rimase ucciso. Cecere fu allora ospitato per un paio di mesi da amici fidati. Ma il 9 agosto 1944, mentre si trovava nella Canonica di San Martino Villafranca, fu catturato dalle SS che, dopo quasi un mese di torture, lo trucidarono il 5 settembre 1944, assieme ad altri diciassette prigionieri (sei donne, nove ebrei e due partigiani) in quella che è ricordata, a Forlì, come la "strage dell'aeroporto".

Nel dopoguerra, gli è stata intitolata una via di Forlì.